# Olkiluoto kärnkraftverk
Olkiluoto kärnkraftverk (finska: Olkiluodon ydinvoimalaitos) är ett av Finlands två kärnkraftverk och ligger på halvön Olkiluoto i Euraåminne kommun i landskapet Satakunta i Finland. Olkiluoto har tre reaktorer. Reaktorerna drivs av Industrins Kraft Abp (TVO). Den tredje reaktorn Olkiluoto 3 har uppskattats till den näst dyraste byggnaden i världen (2018).

## Reaktorer
Kärnkraftverket Olkiluoto består av 3 reaktorer där reaktor 1 och 2 (OL1 och OL2) började byggas under 1970-talet och togs i kommersiell drift 1979 respektive 1982. Den tredje reaktorn (OL3) började byggas 2005 och togs i kommersiell drift 2023.

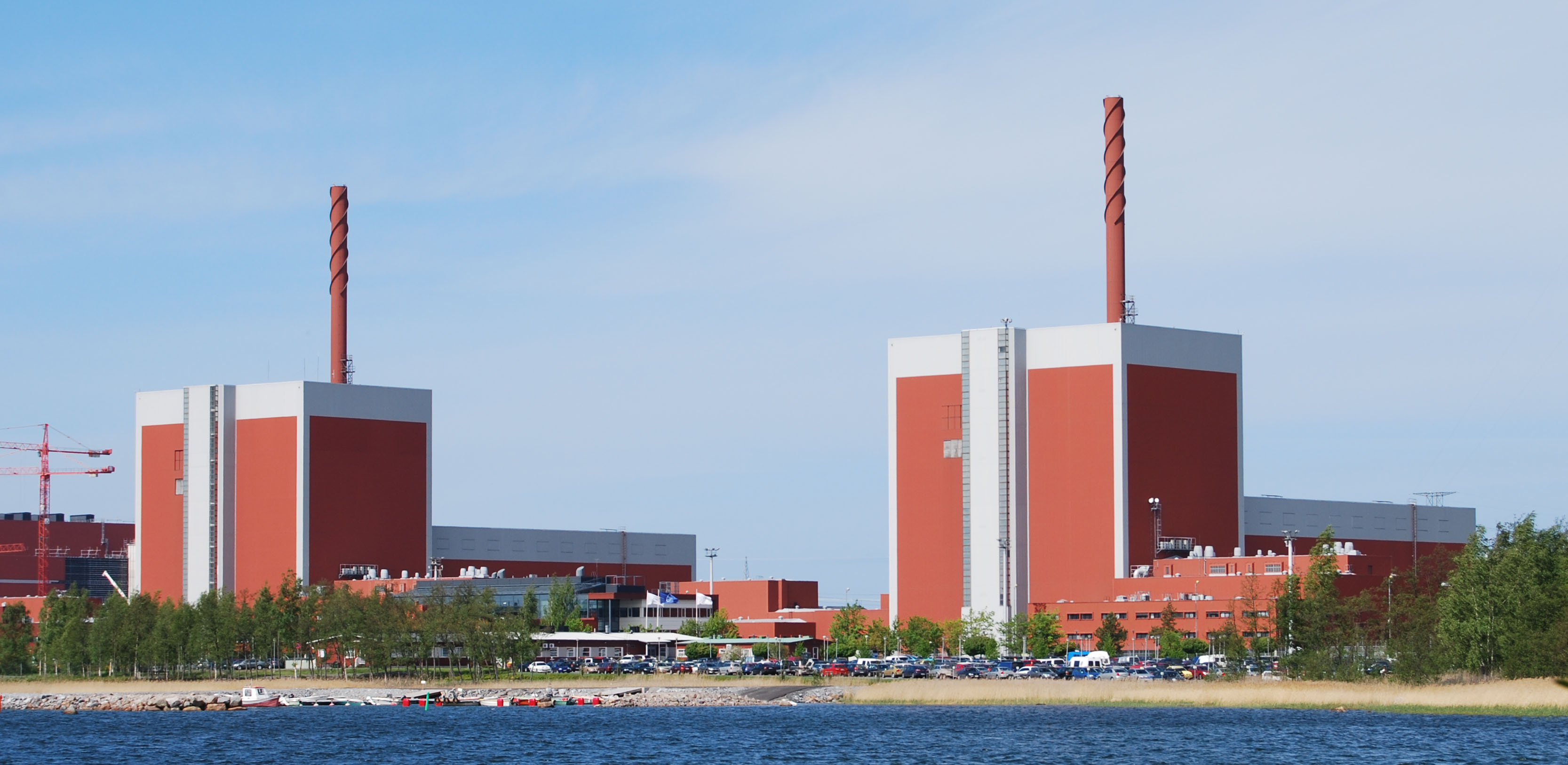
Reaktor 1 och 2.

| Reaktor           | Typ | Netto- effekt (MW,e) | Bygg- start | Start kom. drift | Prod 2023 (TWh) |
| ----------------- | --- | -------------------- | ----------- | ---------------- | --------------- |
| Olkiluoto 1 (OL1) | BWR | 890                  | 1974        | 1979             | 7,43            |
| Olkiluoto 2 (OL2) | BWR | 890                  | 1975        | 1982             | 6,87            |
| Olkiluoto 3 (OL3) | PWR | 1575                 | 2005        | 2023             | 10,37           |

### Olkiluoto 1
Olkiluoto 1 (OL1) är av typen kokvattenreaktor och är snarlik sina syskonreaktorer Forsmark 1 och 2. Ursprungligen var nettoeffekten 660 MWe, som sedan har successivt ökats till 710 MWe år 1984, 840 MWe år 1998, 860 MWe år 2006 och 880 MWe år 2010.
OL1 levererades av Asea Atom och började byggas 1 februari 1974. Infasning på elnätet skedde 2 september 1978 och kommersiell drift inleddes 10 oktober 1979. Produktionsrekordet nåddes 2014 då man producerade 7,40 TWh och hade en tillgänglighet på över 97 procent.

### Olkiluoto 2
Olkiluoto 2 (OL2) är snarlik OL1. Den började byggas 1 november 1975 och fasades in på nätet 18 februari 1980. Kommersiell drift inleddes slutligen 10 juli 1982. Ursprungligen var nettoeffekten 660 MWe, som sedan har successivt ökats till 710 MWe år 1984, 840 MWe år 1998, 860 MWe år 2005, 880 MWe år 2011 och 890 MWe år 2018. Produktionsrekord sattes 2014 med 7,50 TWh med en tillgänglighet på nästan 98 procent.

### Tillgänglighet OL1 och OL2
Ett kraftverks tillgänglighet kan beskrivas med dess kapacitetsfaktor som, för en given period, är kvoten mellan den mängd el som kraftverket har producerat och vad som skulle kunnat producerats om kraftverket hade körts med sin märkeffekt hela tiden. Kapacitetsfaktorer över 90 % är sällsynta, då kärnkraftsreaktorer måste stå still cirka 1 månad per år för bränslebyte och underhåll. Kapacitetsfaktorn kan anges för ett enskilt år, eller kumulativt från kraftverkets start. 2018 var den genomsnittliga kapacitetsfaktorn globalt 79 % (för kommersiella reaktorer med data tillgängligt).
Olkiluoto 1 och 2 hade 2018 en kumulativ kapacitetsfaktor på 92,4 respektive 93,0 procent, vilket kan jämföras med till exempel Forsmark 1 och 2 som byggdes nästan samtidigt och har många konstruktiva likheter. Dessa hade motsvarande faktorer på 82,8 respektive 80,6 procent.

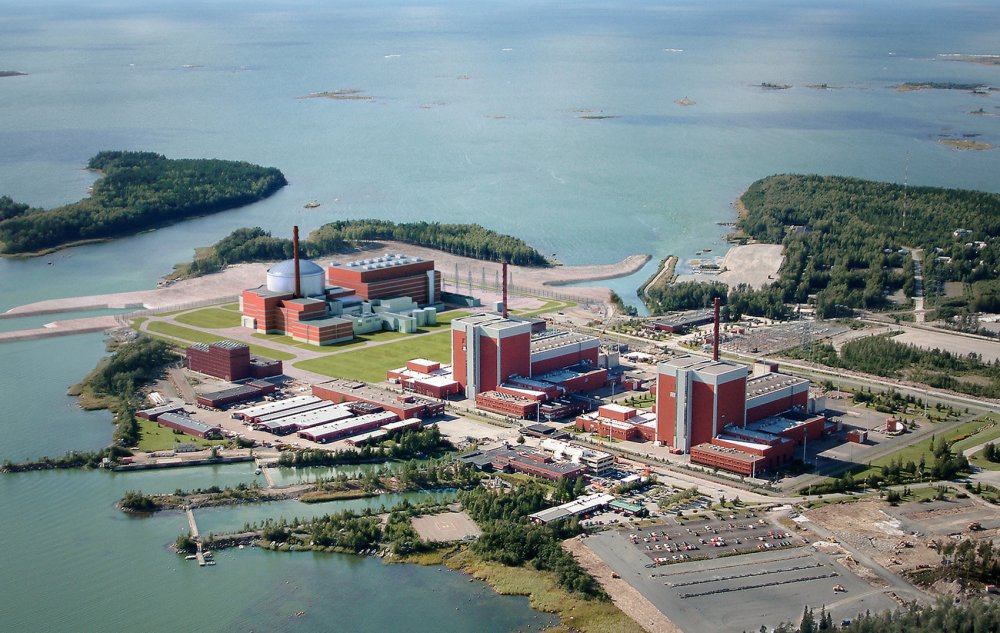
Olkiluoto kärnkraftverk, med OL3 i bakgrunden.

### Olkiluoto 3
Olkiluoto 3 (OL3) är en reaktor av typen EPR (European Pressurized Water Reactor), levererad av franska kärnkraftskoncernen Areva i samarbete med Siemens. 

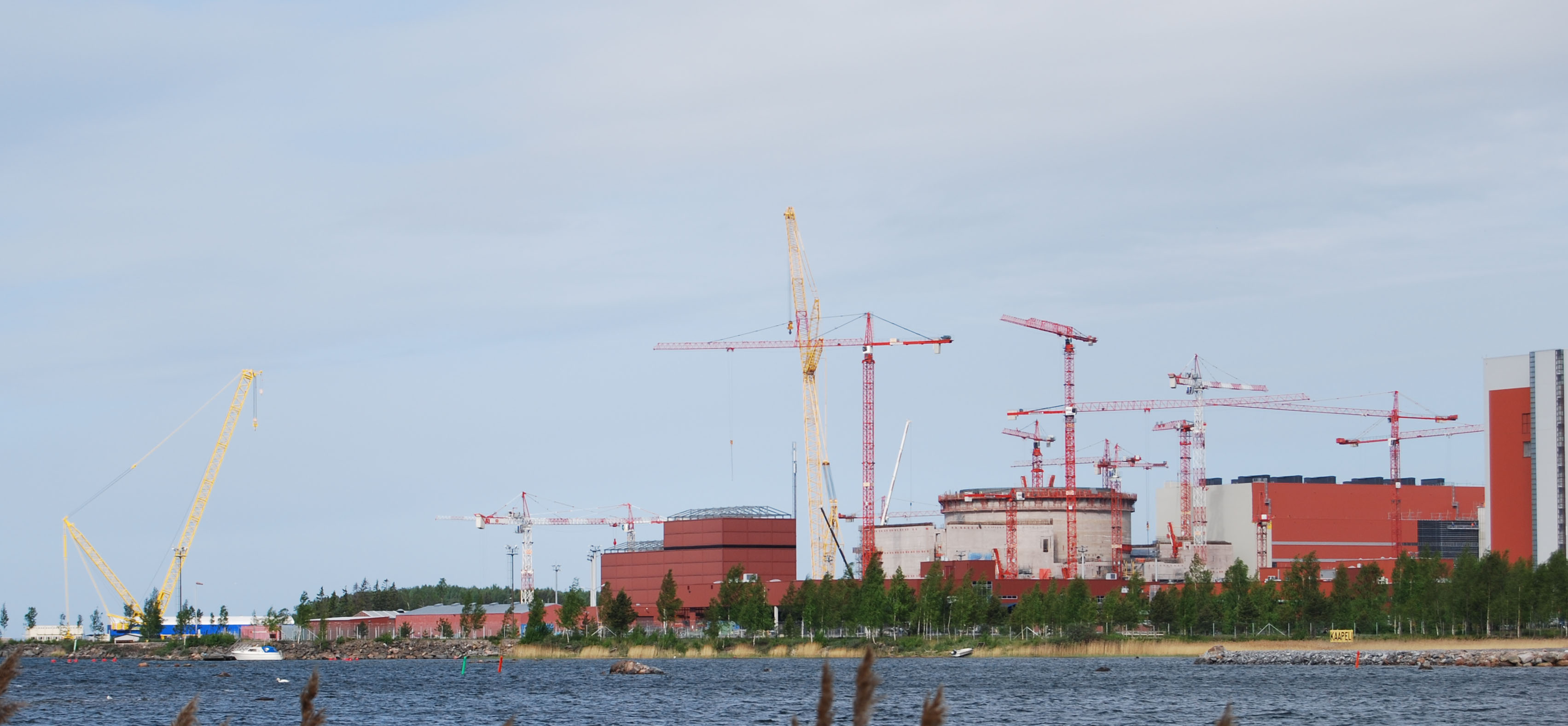
Reaktor 3 under uppbyggnad 2009.

Bygget av OL3 påbörjades 2005 med planerad driftstart 2009, men första anslutning till nät skedde 12 mars 2022 och reaktorn togs i kommersiell drift 1 maj 2023.
Det finns ytterligare 3 EPR-reaktorer i världen, två stycken i Taishan, Kina som började byggas 2009/2010 och togs i kommersiell drift 2018/2019, samt en i Flamanville, Frankrike, som började byggas 2007. Flamanville 3 hade första anslutning till nät i december 2024, men har ännu (juni 2025) ej tagits i kommersiell drift.
OL3 är en tryckvattenreaktor (PWR) med 4 "loopar" eller cirkulationskretsar till reaktortanken. Termisk effekt är 4 300 MW, elektrisk bruttoeffekt är 1660 MW, och elektrisk nettoeffekt är 1 575 MW.
Uppförandet av reaktorn påbörjades den 12 augusti 2005, och planerades då vara färdigt 2009 till en kostnad av cirka 3,2 miljarder EUR. Projektet kom att fördyras och försenas flera gånger, och tvister har uppstått mellan beställare och leverantör över hur kostnaderna för förseningar och kostnadsökningar ska fördelas. 2018 nåddes en uppgörelse där TVO (Industrins Kraft Abp) bedömde sin kostnad till 5,5 miljarder EUR, och leverantören tvingats ta betydande delar av kostnadsökningarna. Även Areva bedömde vid detta tillfälle sin kostnad till 5,5 miljarder EUR vilket då gav projektet en total kostnad på 11 miljarder EUR. Redan vid sin färdigbyggnad 2018 var notan på 8,5 miljarder EUR och var då världens näst dyraste byggnad. Enbart hotellkomplexet Abraj al-Bait i Mekka hade vid tidpunkten varit dyrare att bygga med en kostnad på 12 miljarder EUR.
I februari 2019 meddelades att Finländska strålsäkerhetscentralen STUK beviljat driftstillstånd för OL3, ett tillstånd som gäller fram till år 2038. Reaktorn fick laddningstillstånd i mars 2021. TVO ansökte i december 2021 till STUK om att få starta upp reaktorn och genomföra tester under nukleär drift, först utan, och sedan under elproduktion, vilket STUK godkände den 16 december 2021. Reaktorn hade sin första anslutning till elnätet den 12 mars 2022 och påbörjade provdrift vid olika effektnivåer. Under provdriften uppstod ytterligare förseningar, bland annat i oktober 2022 då sprickor upptäcktes i  impellrarna i alla kraftverkets fyra matarvattenpumpar. Reguljär kommersiell drift inleddes den 1 maj 2023.
Provdriften vintern 2023 och reguljär drift i maj 2023 kom mycket lägligt, då kraftverkets produktion täcker den tidigare elimporten från Ryssland, som föll bort på grund av sanktioner föranledda av Rysslands invasion av Ukraina.

### Olkiluoto 4
TVO lämnade 2008 in en ansökan om att bygga en fjärde reaktor i Olkiluoto, med en effekt på 1 000–1 800 MW. Ett positivt principbeslut fattades av regering och riksdag 2010, men förföll då bolagsstämman, på grund av förseningarna med Olkiluoto 3, beslöt att inte lämna in ansökan om bygglov innan tidsfristen gick ut i juni 2015.